# Marvin Isley
Marvin Isley (18 de agosto de 1953 – 6 de junho de 2010) foi um baixista estadunidense, mais conhecido como membro fundador do The Isley Brothers.
Morreu em 6 de junho de 2010 em consequência de complicações relacionadas a diabetes.